# Pestalotiopsis microspora
Pestalotiopsis microspora (Speg.) G.C. Zhao & N. Li, 1995 è una specie di fungo ascomicete patogeno di piante superiori endofita, trovato anche nella foresta amazzonica, che ha mostrato la capacità di digerire e metabolizzare il poliuretano.
Infatti in uno studio, apparso sulla rivista scientifica: Applied and Environmental Microbiology nel febbraio 2012, due ceppi di Pestalotiopsis microspora isolati hanno mostrato la capacità di crescere su un substrato di poliuretano (PUR) come unica fonte di carbonio sia in condizioni aerobiche e anaerobiche. La caratterizzazione molecolare di questa attività metabolica suggerisce che una idrolasi dell'aminoacido serina è responsabile della degradazione del PUR.
Altre ricerche, più datate, indicano la capacità del fungo Pestalotiopsis microspora di indurre la produzione di taxolo un potente chemioterapico da piante di origine himalaiana delle quali è un endofita; mostrando, verso questa sostanza inibente la beta-tubulina presente microtubuli assemblati delle cellule eucariote, una resistenza (IC50) pari a 11,7 µM.
Il genere fungino Pestalotiopsis, e tra queste le specie: Pestalotiopsis microspora, Pestalotiopsis vismiae e Pestalotiopsis leucothoes, vantano anche proprietà antibatteriche sui seguenti batteri: Escherichia coli, Klebsiella pneumoniae, Micrococcus luteus, Staphylococcus aureus, e Staphylococcus aureus meticillino-resistente (MRSA).
Inoltre, il fungo è in grado di modificare strutturalmente l'acido ursolico.